# Piotr Bystrov
Piotr Aleksándrovich Bystrov (en ruso: Пётр Александрович Быстров; Gorki, Unión Soviética, 15 de julio de 1979) es un exfutbolista ruso que jugaba. Debutó en 1996 con el Lokomotiv-d Nizhny Novgorod y fue internacional con Rusia.

## Estadísticas
Actualizado el 2 de septiembre de 2010
| Club              | Div           | Temporada     | Liga | Liga  | Copa | Copa  | Europa | Europa | Total | Total |
| Club              | Div           | Temporada     | Apps | Goals | Apps | Goals | Apps   | Goals  | Apps  | Goals |
| ----------------- | ------------- | ------------- | ---- | ----- | ---- | ----- | ------ | ------ | ----- | ----- |
| Lokomotiv-d N.N.  | D4            | 1996          | 20   | 4     | —    | —     | —      | —      | 20    | 4     |
| Lokomotiv-d N.N.  | D4            | 1997          | 10   | 1     | —    | —     | —      | —      | 10    | 1     |
| Lokomotiv-d N.N.  | Total         | Total         | 30   | 5     | 0    | 0     | 0      | 0      | 30    | 5     |
| Lokomotiv N.N.    | D1            | 1997          | 19   | 0     | 1    | 0     | 4      | 1      | 24    | 1     |
| Lokomotiv N.N.    | D2            | 1998          | 16   | 1     | 1    | 0     | —      | —      | 17    | 1     |
| Lokomotiv N.N.    | D1            | 1999          | 18   | 1     | —    | —     | —      | —      | 18    | 1     |
| Lokomotiv N.N.    | D1            | 2000          | 12   | 0     | —    | —     | —      | —      | 12    | 1     |
| Lokomotiv N.N.    | Total         | Total         | 65   | 2     | 2    | 0     | 4      | 1      | 71    | 3     |
| Dinamo Moscú      | D1            | 2000          | 12   | 2     | 2    | 0     | 2      | 0      | 16    | 2     |
| Dinamo Moscú      | D1            | 2001          | 24   | 4     | 2    | 0     | 4      | 0      | 30    | 4     |
| Dinamo Moscú      | Total         | Total         | 36   | 6     | 4    | 0     | 6      | 0      | 46    | 6     |
| Saturn Ramenskoye | D1            | 2002          | 12   | 1     | 2    | 1     | —      | —      | 14    | 2     |
| Saturn Ramenskoye | D1            | 2003          | 28   | 4     | 6    | 1     | —      | —      | 34    | 5     |
| Saturn Ramenskoye | D1            | 2004          | 25   | 8     | —    | —     | —      | —      | 25    | 8     |
| Saturn Ramenskoye | D1            | 2005          | 26   | 0     | 6    | 1     | —      | —      | 32    | 1     |
| Saturn Ramenskoye | Total         | Total         | 91   | 13    | 14   | 3     | 0      | 0      | 105   | 16    |
| FC Moscú          | D1            | 2006          | 26   | 2     | 3    | 1     | 4      | 1      | 14    | 2     |
| FC Moscú          | D1            | 2007          | 25   | 4     | 6    | 1     | —      | —      | 30    | 1     |
| FC Moscú          | D1            | 2008          | 19   | 1     | 2    | 0     | 4      | 0      | 30    | 1     |
| FC Moscú          | Total         | Total         | 70   | 7     | 11   | 2     | 8      | 1      | 89    | 10    |
| Rubin Kazan       | D1            | 2009          | 11   | 0     | 3    | 0     | 2      | 0      | 16    | 0     |
| Rubin Kazan       | D1            | 2010          | 18   | 0     | —    | —     | 0      | 0      | 14    | 0     |
| Rubin Kazan       | Total         | Total         | 29   | 0     | 3    | 0     | 2      | 0      | 34    | 0     |
| Total carrera     | Total carrera | Total carrera | 317  | 28    | 34   | 5     | 20     | 2      | 371   | 35    |

## Palmarés

### Títulos nacionales
| Título                | Club           | País  | Año  |
| --------------------- | -------------- | ----- | ---- |
| Liga Premier de Rusia | FC Rubín Kazán | Rusia | 2009 |
| Supercopa de Rusia    | FC Rubín Kazán | Rusia | 2010 |
| Copa de Rusia         | FC Rubín Kazán | Rusia | 2012 |
| Supercopa de Rusia    | FC Rubín Kazán | Rusia | 2012 |